# ラムゼイ・ルイス
ラムゼイ・ルイス（Ramsey Lewis、1935年5月27日 - 2022年9月12日）は、アメリカ合衆国のジャズ・ピアニストで作曲家。イリノイ州シカゴ出身。

## 生涯

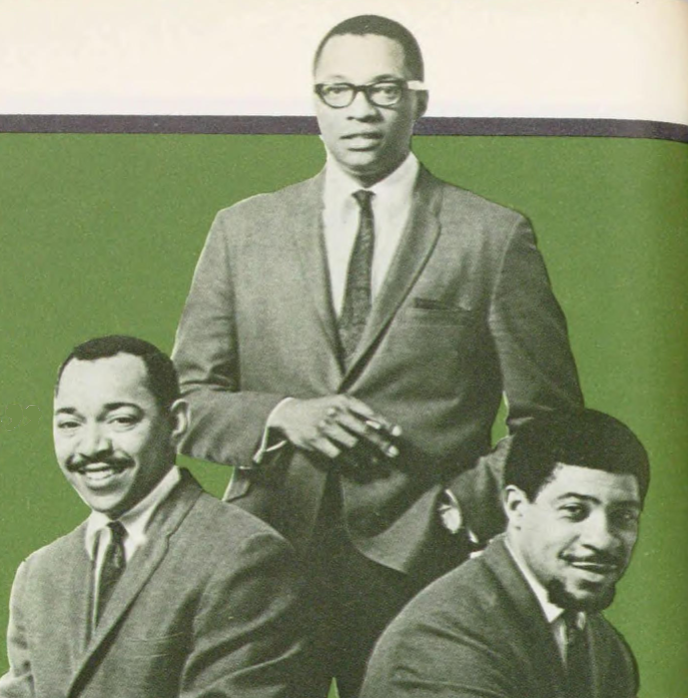
ラムゼイ・ルイス・トリオ。
左からエルディ・ヤング、ラムゼイ・ルイス、レッド・ホルト。

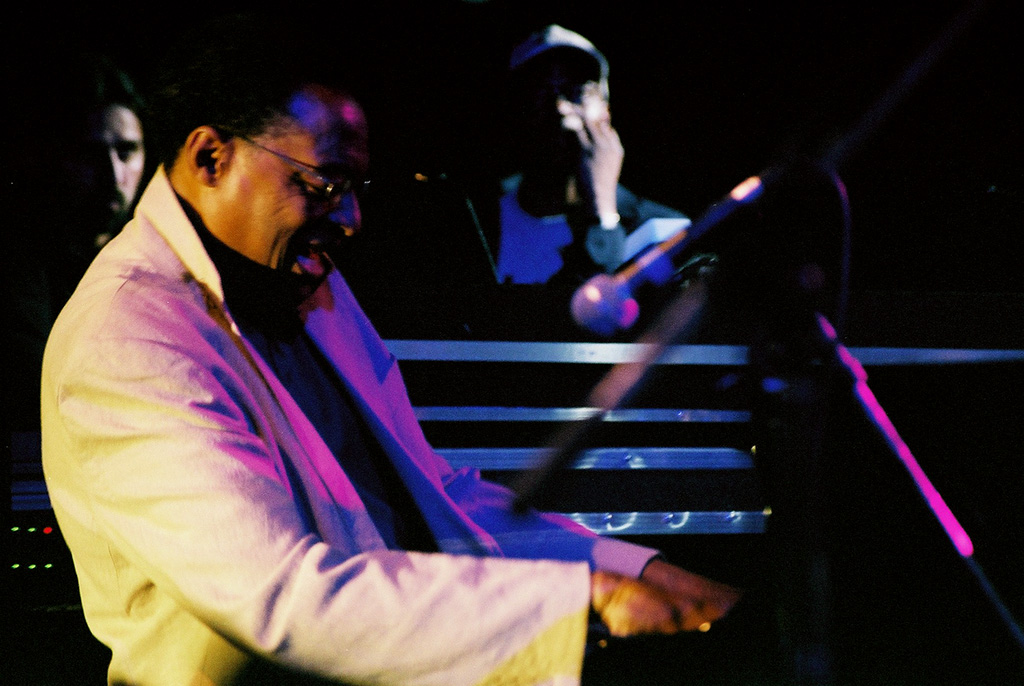
演奏するルイス（2006年）

1956年にエルディ・ヤングとアイザック・"レッド"・ホルトとトリオを組み、チェス・レコードよりデビュー。このトリオによるライブ・アルバム『ジ・イン・クラウド (The In Crowd)』は、第8回グラミー賞（1966年）で最優秀インストゥルメンタル・ジャズ・パフォーマンス賞（小グループまたは小グループにおけるソロイスト部門）を受賞した。シングル「ジ・イン・クラウド」もビルボード・Hot 100で5位、R&Bチャートで2位を記録した。
1966年にヤングとホルトが脱退し、ヤング・ホルト・トリオ（後のヤング・ホルト・アンリミッテッド）を結成する。替わりに、後のアース・ウィンド・アンド・ファイアのリーダーで、弟子のモーリス・ホワイトがドラマーとして、クリーヴランド・イートンがベーシストとして起用されている。1970年にはホワイトに替わりモーリス・ジェニングスが加入。
1972年にコロムビア・レコードに移籍。この時期に、かつてのメンバーにして弟子でもあるモーリス・ホワイトをプロデューサーに迎え、『太陽の女神』（1974年）を発表。ジャズ・ファンク色の強いこのアルバムはグラミー賞を受賞する。
1992年にGRPレコードに移籍。1995年にGRPの副社長カール・グリフィンの企画のもと、アーバン・ナイツを結成。グローヴァー・ワシントン・ジュニアやオマー・ハキム、ヴィクター・ベイリーなどオール・スターを迎えたファースト・アルバムを、セルフタイトルで発表。1999年にルイスがナラダ・ジャズに移籍すると共に、アーバン・ナイツもナラダに移る。
2022年9月12日シカゴの自宅で死去。87歳没。

## 番組テーマ
代表曲のひとつ「Sun Goddess」は、1970年代、当時のFM東京（現・TOKYO FM）における平日午後6時〜午後6時10分の番組『丸井ミュージック&モア〜夜とよぶには早すぎて〜』のテーマ曲として採用されていた。
2023年3月現在は、同TOKYO FMの『武部聡志のSESSIONS』のテーマ曲に、「Spring High」（アルバム『ラヴ・ノーツ』収録）が採用されている。

## ディスコグラフィ

### アルバム
- Ramsey Lewis and his Gentle-men of Swing (1956年、Argo)
- Ramsey Lewis and his Gentle-men of Jazz, Volume 2 (1957年、Argo)
- 『レム・ウィンチェスター・アンド・ラムゼイ・ルイス・トリオ』 - Lem Winchester and the Ramsey Lewis Trio (1958年、Argo) ※with レム・ウィンチェスター
- 『ダウン・トゥー・アース』 - Down to Earth (The Ramsey Lewis Trio Plays Music from the Soil) (1959年、EmArcy)
- 『アン・アワー・ウィズ・ザ・ラムゼイ・ルイス・トリオ』 - An Hour with the Ramsey Lewis Trio (1959年、Argo)
- 『アーリー・イン・ザ・モーニング』 - Early in the Morning (1960年、Argo) ※with ロレツ・アレキサンドリア
- 『ストレッチング・アウト』 - Stretching Out (1960年、Argo)
- 『イン・シカゴ』 - The Ramsey Lewis Trio in Chicago (1960年、Argo)
- More Music from the Soil (1961年、Argo)
- 『日曜はダメよ』 - Never on Sunday (1961年、Argo)
- 『サウンド・オブ・クリスマス』 - Sound of Christmas (1961年、Argo)
- The Sound of Spring (1962年、Argo)
- 『カントリー・ミーツ・ザ・ブルース』 - Country Meets the Blues (1962年、Argo)
- 『ボサ・ノヴァ』 - Bossa Nova (1962年、Argo)
- 『ポット・ラック』 - Pot Luck (1963年、Argo)
- 『ベアフット・サンデー・ブルース』 - Barefoot Sunday Blues (1963年、Argo)
- 『バッハに捧ぐ』 - Bach to the Blues (1964年、Argo)
- 『ボヘミアン・ケーバンスのラムゼイ・ルイス』 - The Ramsey Lewis Trio at the Bohemian Caverns (1964年、Argo)
- More Sounds of Christmas (1964年、Argo)
- You Better Believe Me (1965年、Argo) ※with ジーン・デュション
- 『ジ・イン・クラウド』 - The In Crowd (1965年、Argo)
- 『ハング・オン・ラムゼイ』 - Hang On Ramsey! (1965年、Cadet)
- Choice! The Best of the Ramsey Lewis Trio (1965年、Cadet) ※コンピレーション
- 『ウェイド・イン・ザ・ウォーター』 - Wade in the Water (1966年、Cadet) ※旧邦題『ニュー・ラムゼイ・ルイス・トリオ登場』
- 『ムーヴィー・アルバム』 - The Movie Album (1966年、Cadet)
- 『ラムゼイ・ルイスのラテンで行こう!』 - Goin' Latin (1966年、Cadet)
- 『ダンシング・イン・ザ・ストリート』 - Dancing in the Street (1967年、Cadet)
- 『ソウル・マン』 - Up Pops Ramsey Lewis (1967年、Cadet)
- 『処女航海』 - Maiden Voyage (1968年、Cadet)
- 『マザー・ネイチャーズ・サン〜ビートルズ・ソングブック』 - Mother Nature's Son (1968年、Cadet)
- 『ライヴ・イン・トーキョー』 - Ramsey Lewis Live in Tokyo (1968年、Cadet)
- 『ラムゼイ・ルイス・イン東京/アンコール』 - Encore! Ramsey Lewis in Tokyo (Vol. 2) (1969年、Chess/Victor) (Japan)
- 『栄光への航海』 - Another Voyage (1969年、Cadet)
- 『ザ・ピアノ・プレイヤー』 - The Piano Player (1969年、Cadet)
- 『ゼム・チェインジズ』 - Them Changes (1970年、Cadet)
- 『バック・トゥ・ザ・ルーツ』 - Back to the Roots (1971年、Cadet)
- The Groover (1972年、Cadet)
- The Best of Ramsey Lewis (1972年、Cadet) ※コンピレーション
- Solid Ivory (1974年、Cadet)
- 『ウペンド・ニ・パモハ』 - Upendo Ni Pamoja (1972年、Columbia)
- 『ファンキー・セレニティー』 - Funky Serenity (1973年、Columbia)
- 『ゴールデン・ヒッツ』 - Ramsey Lewis' Newly Recorded All-Time Non-Stop Golden Hits (1973年、Columbia)
- 『ソラー・ウィンド』 - Solar Wind (1974年、Columbia)
- 『太陽の女神』 - Sun Goddess (1974年、Columbia) ※旧邦題『サン・ゴッデス』
- 『ドント・イット・フィール・グッド』 - Don't It Feel Good (1975年、Columbia)
- 『サロンゴ』 - Salongo (1976年、Columbia)
- 『ラヴ・ノーツ』 - Love Notes (1977年、Columbia)
- 『テキーラ・モッキンバード』 - Tequila Mockingbird (1977年、Columbia)
- 『レガシー』 - Legacy (1978年、Columbia)
- 『ラムゼイ』 - Ramsey (1979年、Columbia)
- 『ルーツ』 - Routes (1980年、Columbia)
- Blues for the Night Owl (1981年、Columbia)
- 『ラムゼイ・タッチ』 - Three Piece Suite (1981年、Columbia)
- 『ライヴ・アット・サヴォイ』 - Ramsey Lewis Live at the Savoy (1982年、Columbia)
- 『チャンス・エンカウンター』 - Chance Encounter (1982年、Columbia)
- 『レ・フルール』 - Les Fleurs (1983年、Columbia)
- Reunion (1983年、Columbia)
- 『トゥー・オブ・アス』 - The Two of Us (1984年、Columbia) ※with ナンシー・ウィルソン
- Fantasy (1985年、Columbia)
- Keys to the City (1987年、Columbia)
- 『タイム・フォー・ラブ』 - Classic Encounter (1988年、Columbia)
- 『ウィ・ミート・アゲイン』 - We Meet Again (1989年、Columbia) ※with ビリー・テイラー
- 『アーバン・リニューアル』 - Urban Renewal (1989年、Columbia)
- 『アイヴォリー・ピラミッド』 - Ivory Pyramid (1992年、GRP)
- 『スカイ・アイランズ』 - Sky Islands (1993年、GRP)
- 『ビトウィーン・ザ・キーズ』 - Between the Keys (1996年、GRP)
- 『ダンス・オブ・ザ・ソウル』 - Dance of the Soul (1998年、GRP)
- Appassionata (1999年、Narada Jazz)
- Meant to Be (2002年、Narada Jazz) ※with ナンシー・ウィルソン
- Simple Pleasures (2003年、Narada Jazz) ※with ナンシー・ウィルソン
- Time Flies (2004年、Narada Jazz)
- With One Voice (2005年、Narada Jazz)
- 『ソングス・フロム・ザ・ハート』 - Songs from the Heart: Ramsey Plays Ramsey (2009年、Concord)
- Taking Another Look	Hidden (2011年、Beach)
- Maha de Carnaval (2021年、Above Ground label)

### アーバン・ナイツ
- 『アーバン・ナイツ』 - Urban Knights (1995年、GRP)
- 『2』 - Urban Knights II (1997年、GRP)
- Urban Knights III (2000年、Narada Jazz)
- Urban Knights IV (2001年、Narada Jazz)
- Urban Knights Presents The Chicago Project (2002年、Narada Jazz)
- Urban Knights V (2003年、Narada Jazz)
- Urban Knights VI (2005年、Narada Jazz)
- 『7』 - Urban Knights VII (2019年、Ropeadope) ※ラムゼイ・ルイス&アーバン・ナイツ名義